# Шмакова (Ирбитское муниципальное образование)
Шмакова — деревня в Ирбитском муниципальном образовании Свердловской области России. 

## Географическое положение
Деревня Шмакова расположена в 7 километрах (по дорогам в 9 километрах) к западу от города Ирбита, на правом берегу реки Ирбит (правого притока реки Ницы).

## История
Деревня была основана в 1638 году Иваном и Игнатием Шмаковыми.

## Население
| 2002 | 2010 | 2021 |
| ---- | ---- | ---- |
| 80   | ↗94  | ↘84  |